# Бридженд (область)
Бридже́нд (англ. Bridgend) — область в складі Уельсу. Розташована на півдні країни. Адміністративний центр — Бридженд.

## Найбільші міста
Міста з населенням понад 5 тисяч осіб:
| № | Місто      | Населення, осіб (2001) |
| - | ---------- | ---------------------- |
| 1 | Бридженд   | 39 429                 |
| 2 | Мастег     | 18 395                 |
| 3 | Портковл   | 15 640                 |
| 4 | Пайл       | 12 466                 |
| 5 | Аберкенвіг | 9 972                  |
| 6 | Пенкод     | 8 492                  |